# Valle dell'Ubaye
La Valle dell'Ubaye (in occitano e Italiano Ubaia o Ubaja) è situata nel dipartimento delle Alpi dell'Alta Provenza e conta circa 7 700 abitanti, chiamati "Ubayens" oppure "Valéians".  Prende il nome dal fiume Ubaye che la percorre in tutta la sua lunghezza e la città principale della valle è la sottoprefettura di Barcelonnette.

## Geografia
La valle (chiamata familiarmente la Valéia dai suoi abitanti) si trova all'estremità orientale delle Alpi dell'Alta Provenza. Più precisamente, si situa tra le Alte Alpi al nord, le Alpi Marittime al sud e l'Italia all'est. Storicamente, essa segna anche il confine tra il Delfinato e la Provenza, facendo però parte di quest'ultima.
Vista satellitare della Vallata dell'Ubaye, da Google Map
La vallata dell'Ubaye è una vallata di origine glaciale; la sponda destra dell'Ubaye è assolata e coltivata, la sponda sinistra invece è esposta a nord ed è boschiva. La sua altezza va dai 771 metri del punto più basso del comune di Lauzet-Ubaye e fino ai 2 655 metri della sorgente dell'Ubaye. Il suo monte più alto è l'Aiguille de Chambeyron con 3412 metri di altezza. La vallata dell'Ubaye con tutte le sue valli secondarie ha una superficie totale di circa 94 000 ettari.

### Territorio
La vallata dell'Ubaye non è lineare, ma conta parecchie diramazioni: 
- La valle principale va da est ad ovest da Le Lauzet-Ubaye a Jausiers per circa 27 km (leggermente curvata verso il sud), dopo risale tra Jausiers e la sorgente verso nord-est, per circa 35 km
- Tra le Lauzet e Méolans-Revel, una diramazione si apre verso sud: il vallone di Laverq.
- All'altezza di Barcelonnette, una seconda diramazione, sempre verso sud: la vallata di Bachelard, con il comune di Uvernet-Fours. Questa diramazione si divide encora in due: verso sud ed il colle d'Allos, e verso est nelle Gorges du Bachelard propriamente dette, la quale fa in seguito una coda verso sud verso il colle della Cayolle.
- Più verso Jausiers, la valle si divide in due: una diramazione verso sud ed il colle della Bonette e una verso est e il vallone des Sagnes.
- Poco oltre La Condamine-Châtelard, una nuova diramazione verso est: il vallone dell'Ubayette, verso Larche e l'Italia.

Tradizionalmente, si divide la valle in tre parti: la bassa-valle da Lauzet a Barcelonnette (da 771 a 1 150 metri), la media-valle da Barcelonnette a Jausiers (circa sui 1200-1300 metri), infine l'alta-valle fino alla sorgente (da 1 200 a Jausiers fino a 2 650 metri alla sorgente).

### Orografia

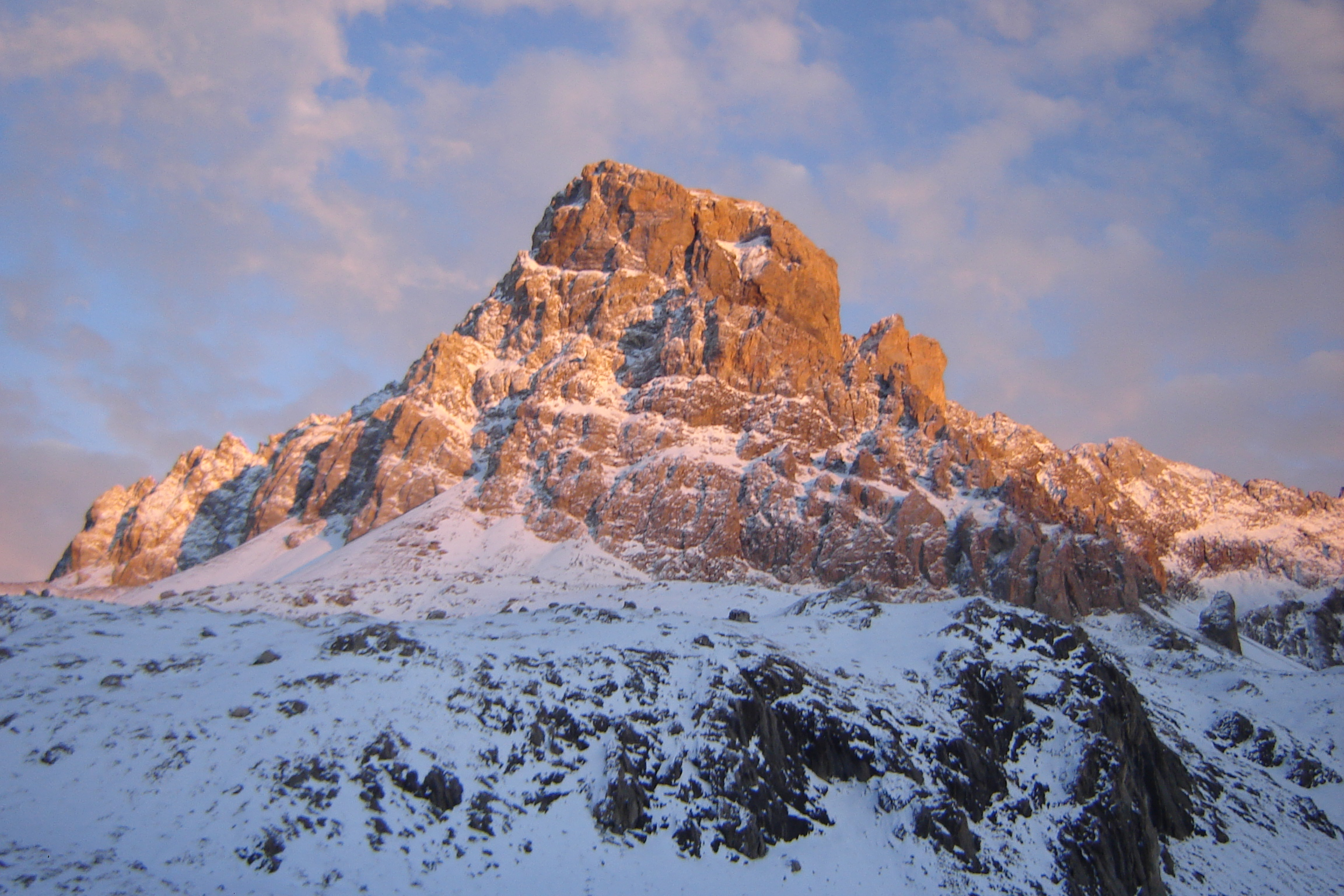
Il Brec de Chambeyron.

È contornata da alte vette che superano sovente i 3 000 metri. La vetta più alta della vallata è l'Aiguille de Chambeyron a 3 412 metri d'altitudine, nel comune di Saint-Paul-sur-Ubaye, al nord-est della valle. Altre vette che superano i 3 000 metri sono: Il Brec de Chambeyron (3389 m), le Pics de la Font Sancte (3385 m), la Cima Mongioia (3340 m) e il Grand Bérard (3046 m). Altre vette molto conosciute, anche se meno elevate, sono la Grande Séolane, il Grand Parpaillon, il Cappello del Gendarme, il Pan di Zucchero, il Siguret.

## Geologia

### Idrografia
La vallata dell'Ubaye prende il nome dal fiume omonimo che l'attraversa. L'Ubaye nasce alla frontiera italo-francese, presso il colle del Longet, nel massiccio del Monviso, ed ha una lunghezza di circa 80 chilometri. Scorre da nord-est verso sud-ovest fino al comune di Jausiers, dove inizia a dirigersi verso ovest fino a confluire nella Durance, nei pressi del lago di Serre-Ponçon. Il suo principale affluente è l'Ubayette che nasce dal lago di Lauzanier. Il suo regime è torrentizio con grandi portate alla fine della primavera ed in autunno e con piccole portate in estate e soprattutto in inverno.
Per il fatto che predominano le rocce composite (marne nere) e per le forti pendenze la vallata ha numerosi torrenti permanenti oppure occasionali. Per questo motivo vi sono state nel tempo numerose frane e smottamenti; ultimamente la vallata è stata molto rimboscata ed il rischio è diventato minimo anche se esiste ancora. La vallata possiede un certo numero di laghi. Alcuni sono artificiali (laghi di Jausiers e di Pra Loup). Altri invece sono naturali:

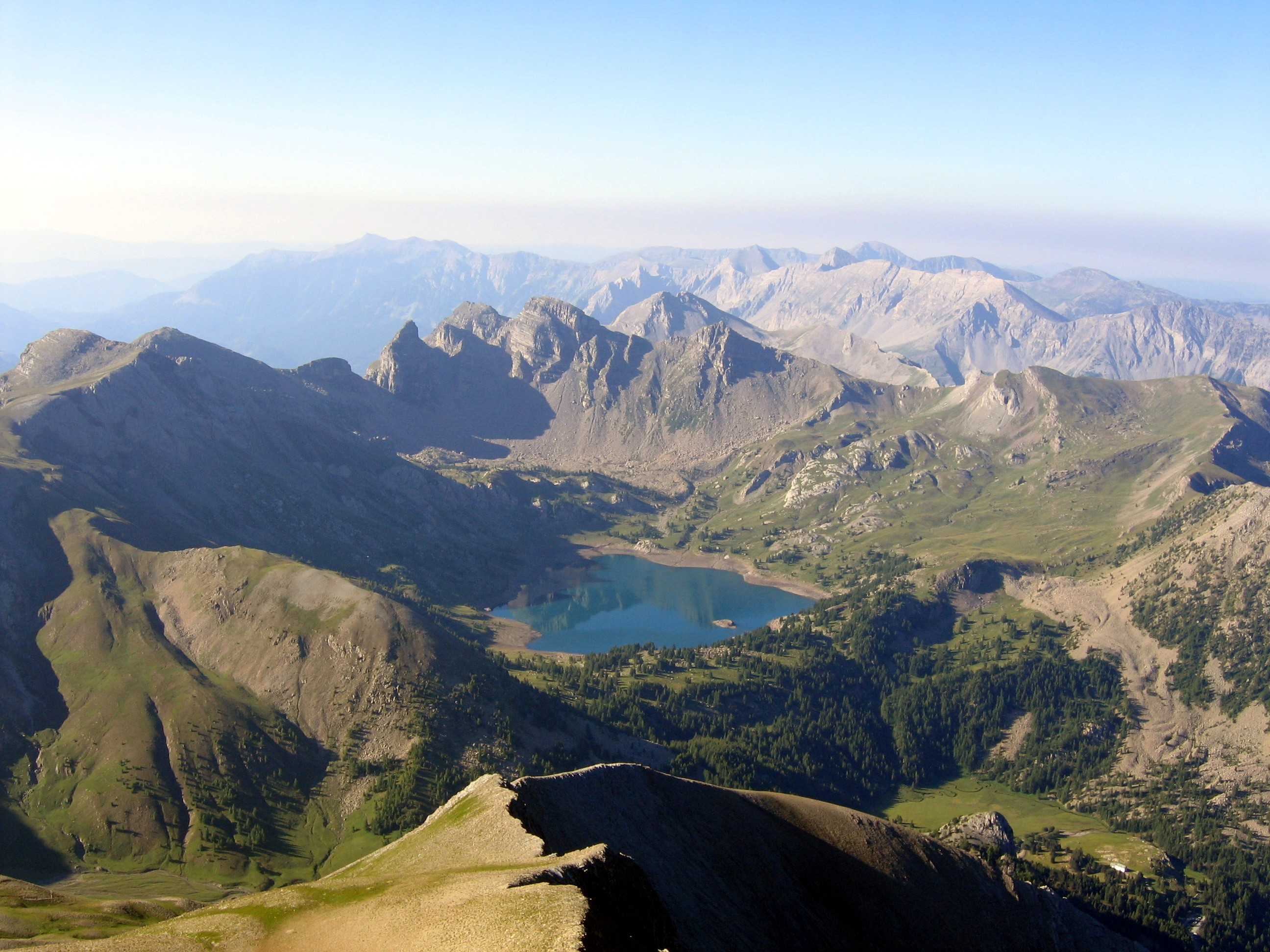
Lago d'Allos

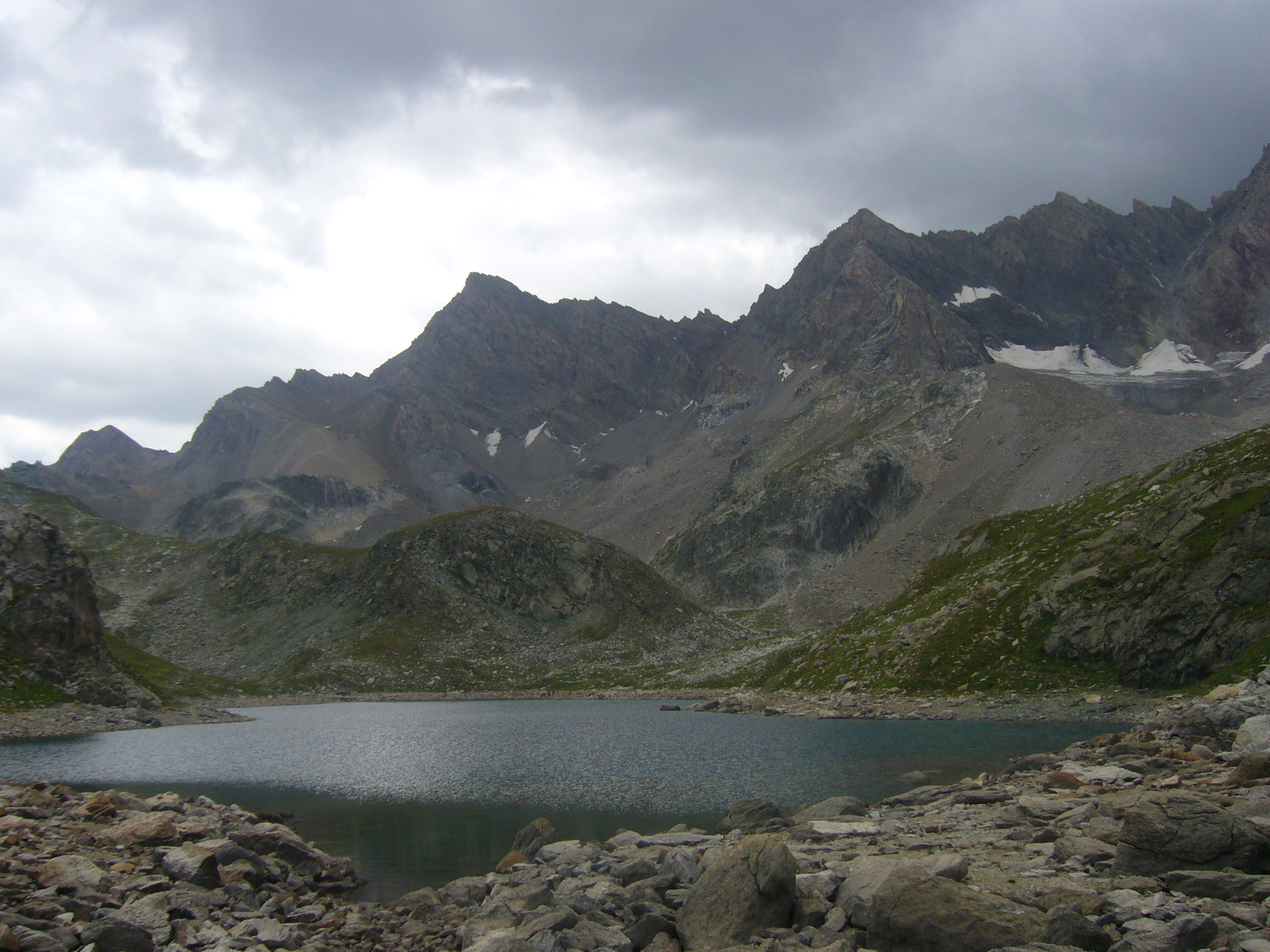
Lago di Marinet

- lago di Terre Plaine (ad ovest della strada Jausiers-Restefond, dall'altro lato della linea di cresta, al centro del vallone del Pis)
- lago dei Nove Colori (gruppo dello Chambeyron)
- lago des Sagnes (ai piedi della Tour des Sagnes)
- lago di Lauzanier (sorgente dell'Ubayette)
- lago d'Allos
- lago della Petite Cayolle
- lago degli Uomini, vicino a Lauzanier.
- lago del Longet, sorgente dell'Ubaye, nei pressi della frontiera italo-francese
- lago dell'Oronaye, vicino al Longet
- lago di Lauzet-Ubaye, all'ingresso della valle
- lago di Marinet (ai piedi dell'Aiguille de Chambeyron)

### Clima
Il clima è montano ma con influenze mediterranee, con circa 300 giorni di sole all'anno. L'inverno è freddo nel fondovalle (media di 0 °C a Barcelonnette in gennaio), più gradevole nei villaggi posti sui versanti della valle. L'estate è fresca (media di 19 °C a Barcelonnette in luglio) ma si possono produrre dei picchi di calore. Come in tutte le regioni alpine, dei grandi temporali si possono produrre in estate, particolarmente verso la fine della stagione.

## Geografia antropica

### Città
I due più grandi centri sono Barcelonnette e Jausiers. Dalla bassa-valle all'alta-valle, lungo il corso dell'Ubaye, i comuni sono: 
- Le Lauzet-Ubaye,
- Les Thuiles,
- Méolans-Revel,
- Barcelonnette,
- Jausiers
- La Condamine-Châtelard
- Saint-Paul-sur-Ubaye
- Faucon-de-Barcelonnette,
- Saint-Pons

Più distanti dall'Ubaye si trova:
- Uvernet-Fours, a sud di Barcelonnette
- Enchastrayes, a sud di Faucon

Nel vallone dell'Ubayette:
- Meyronnes
- Larche

Inoltre, la vallata conta 3 stazioni sciistiche: 
- Pra Loup, ad ovest di Uvernet
- Le Sauze, nel comune di Enchastrayes
- Saint-Anne, nel comune di La Condamine-Châtelard

### Accessi

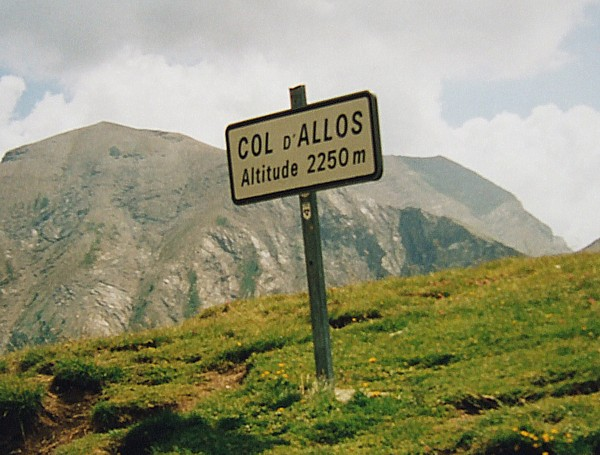
Il colle d'Allos.

La vallata possiede solamente 6 accessi carrozzabili: 
- Dalla Alta Provenza (ovest): il Passo La Tour a Lauzet, aperto tutto l'anno
- Dalla valle del Verdon (sud): Colle d'Allos, chiuso in inverno
- Dall'alta valle di Varo (sud): Colle della Cayolle, chiuso in inverno
- Dalla Tinée (sud): colle della Bonette, chiuso in inverno
- Dalla valle Stura di Demonte (Italia - est): Colle della Maddalena (aperto tutto l'anno), colle del Longet (non carrozzabile)
- Dal Queyras (nord): il colle di Vars, aperto tutto l'anno.

Si può inoltre raggiungere Embrun a piedi o in bicicletta attraverso il colle del Parpaillon. Inoltre la vallata possiede un piccolo aeroporto aperto ai voli privati: l'Aeroporto di Barcelonnette - Saint-Pons.

## Ambiente

### Flora
Vegetazione alpina tipica. Vi sono delle grandi foreste di abeti, di larici e di pini; specialmente il Gran Bosco, grande foresta nel vallone dei Sagnes. Riguardo ai fiori si trovano dei rododendri, delle sassifraghe, degli ontani e dei ranuncoli dei ghiacciai.

### Fauna

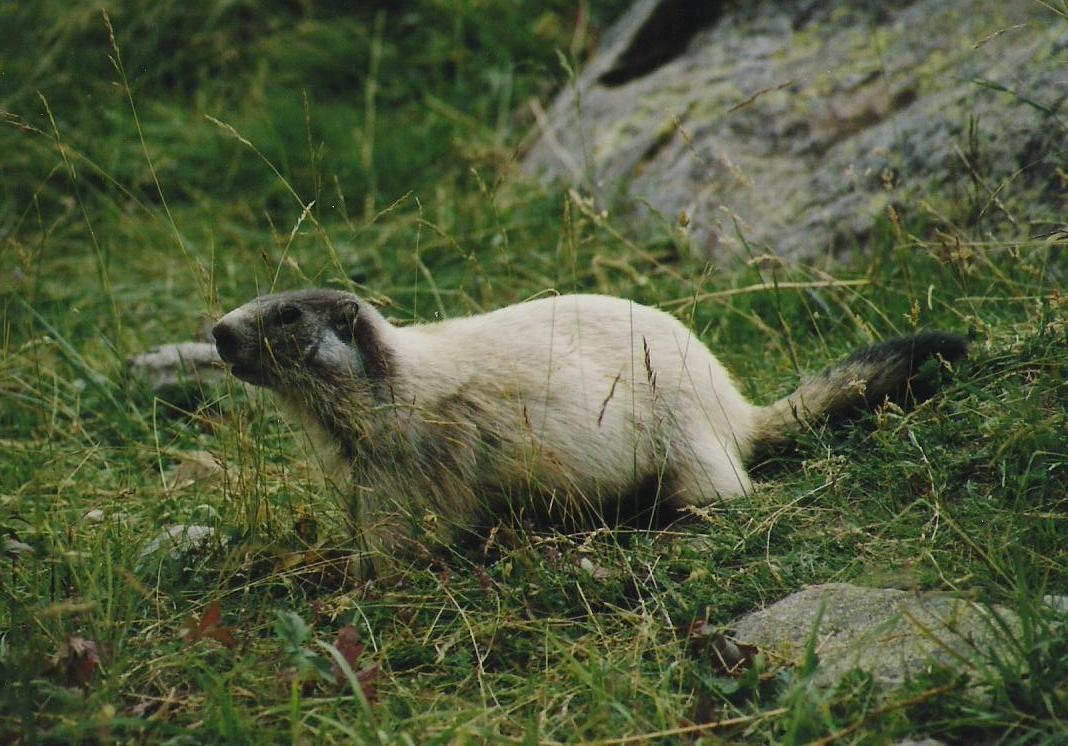
Una marmotta dell'Ubaye

La vallata dell'Ubaye è popolata di fauna alpina classica: marmotte, camosci, volpi, uccelli diversi (pernice bianca, cornacchia nera, corvo), rapaci diversi (tra cui qualche coppia di aquila reale e dei molto rari gipeti).
I camosci sono numerosi e presenti principalmente sulle alte creste della valle. Sono inoltre molto difficili da osservare. Un posto accessibile a tutti dove si possono osservare più facilmente si trova nel Bachelard, al sud della valle. È un vallone ai piedi del Monte Pelat, sulla strada del colle della Cayolle. Le marmotte sono anch'esse presenti, ma nei più alti alpeggi. Il luogo più propizio per osservarle è il vallone di Lauzanier, vicino alla sorgente dell'Ubayette, presso la frontiera italo-francese. L'accesso è facile e le marmotte sono numerose.
Degli stambecchi e dei mufloni vivono nell'alta-valle, ed anche nel massiccio dei Séolanes e del Pane di Zucchero. Inoltre delle tracce del passaggio dei lupi sono state trovate ed alcune guide di alta montagna ne hanno visti. Nel versante degli animali domestici molti sono le capre negli alpeggi e le mucche nei pascoli più bassi.

## Storia

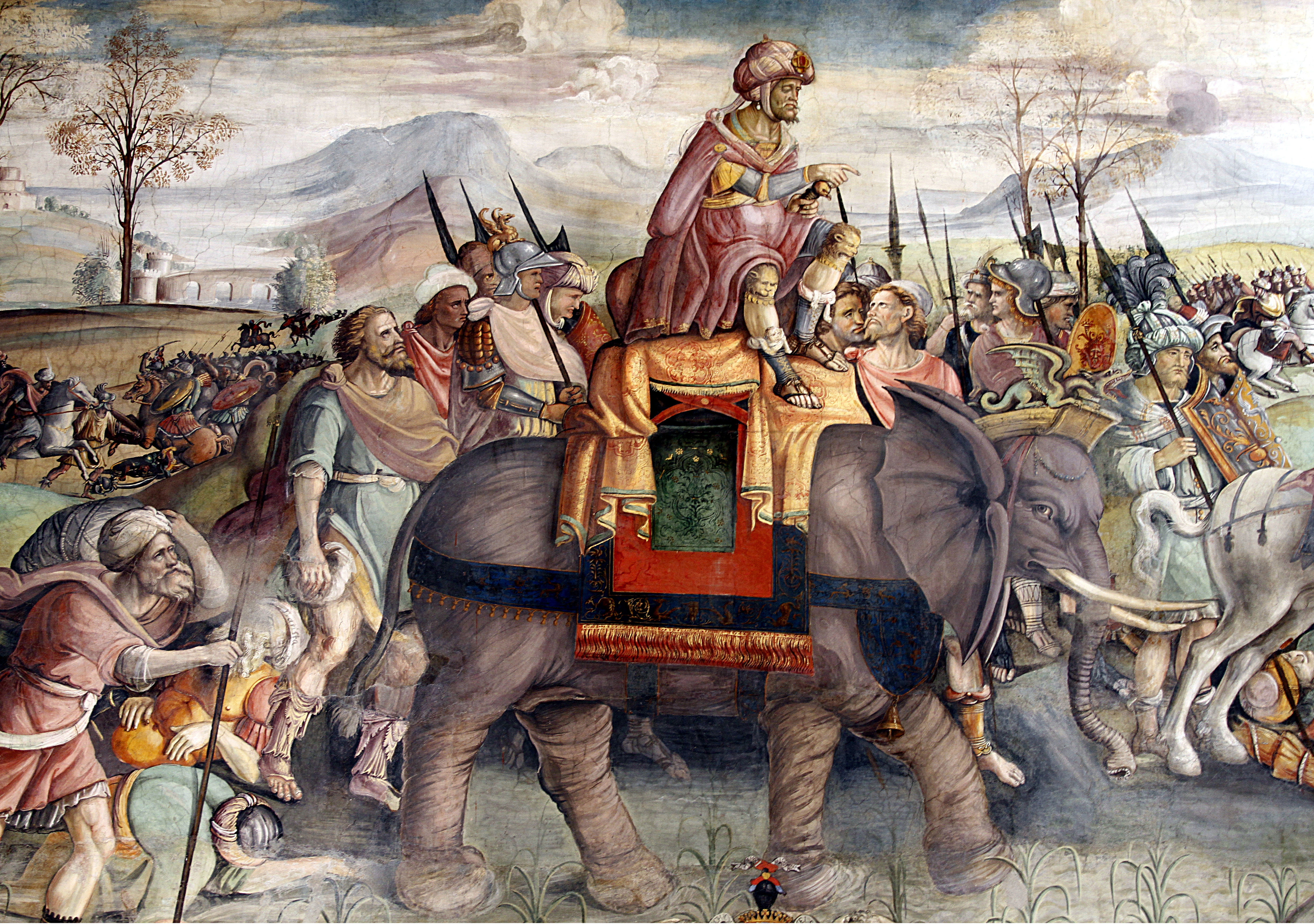
Secondo il marchese di Saint-Simon, Annibale avrebbe attraversato le Alpi passando per la valle dell'Ubaye, ma questa ipotesi oggi è rifiutata dalla maggior parte degli storici.

La vallata fu abitata fin dalla preistoria come testimoniano le numerose vestigia scoperte un po' dappertutto. Durante l'antichità la tribù celto-ligure degli Esubieni popolò la vallata. La vallata fu inclusa nell'impero romano da Augusto e fece parte della piccola provincia delle Alpi Cozie. Una via romana attraversava la vallata, chiamata allora Vallix nigra. I Romani hanno occupato la località di Faucon e probabilmente anche la posizione fortificata di Tournoux, che è stata utilizzata dalla preistoria fino a Maginot. Inoltre la località prendeva il nome da un certo Turnus, ufficiale romano. Gli Esubieni furono romanizzati e la loro civiltà sparì.
Cristianizzata alla fine dell'epoca romana, la vallata dipendeva dal vescovo di Embrun.
La vallata è stata inclusa nella contea della Provenza lungo tutto il medioevo. Il suo capoluogo, Barcelonnette, fu fondato nel 1231 da Raimondo Berengario IV, conte di Provenza. Prima di questa data la capitale della valle era Saint-Pons. Nel 1388, la vallata fu annessa al ducato di Savoia. Francesco I passò il colle della Maddalena per andare a combattere in Italia. La vallata fu annessa alla Francia nel 1713 dal Trattato di Utrecht. Domandò allora di essere annessa alla Provenza in ragione dell'importanza economica della transumanza. La vallata è servita come base dell'armate delle Alpi durante la rivoluzione francese. Nell'anno 1830 fu aperta la prima strada carrozzabile che percorreva la valle: la N100. Questa strada è diventata la D900 nel 1973. Nel XIX e nel XX secolo al seguito dei fratelli Arnaud partiti da Jausiers verso il 1830, una parte degli abitanti della valle emigrarono in Messico per fare fortuna. Durante la seconda guerra mondiale fu occupata dagli Italiani nel 1942 e dopo dai Tedeschi nel 1943 e nel 1944.

### Una vallata a vocazione militare

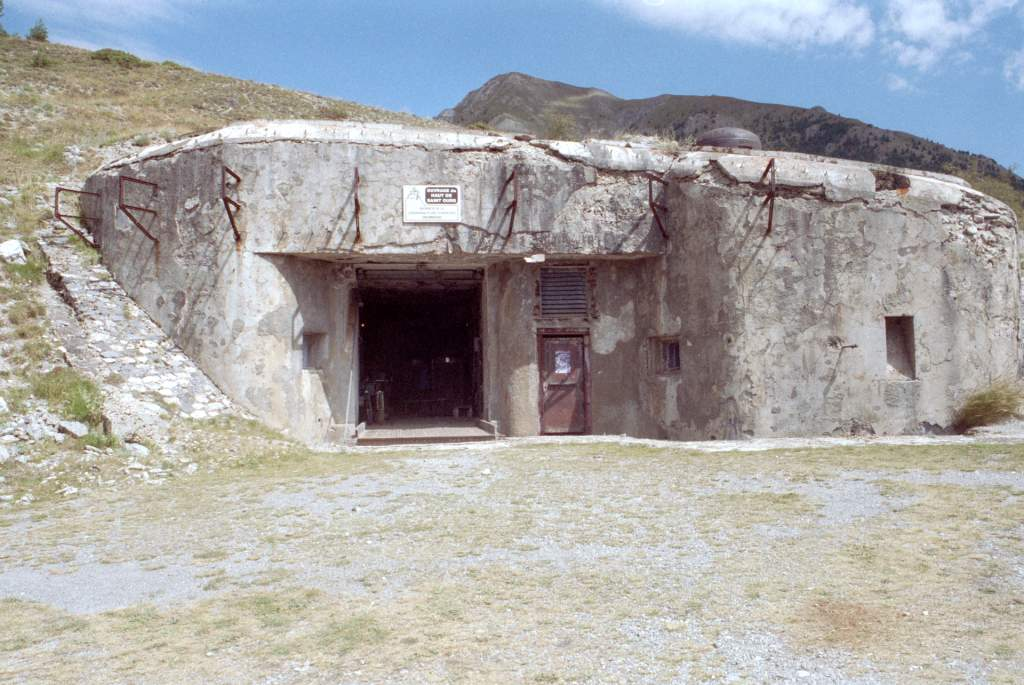
Entrata del Forte di Saint-Ours Haut

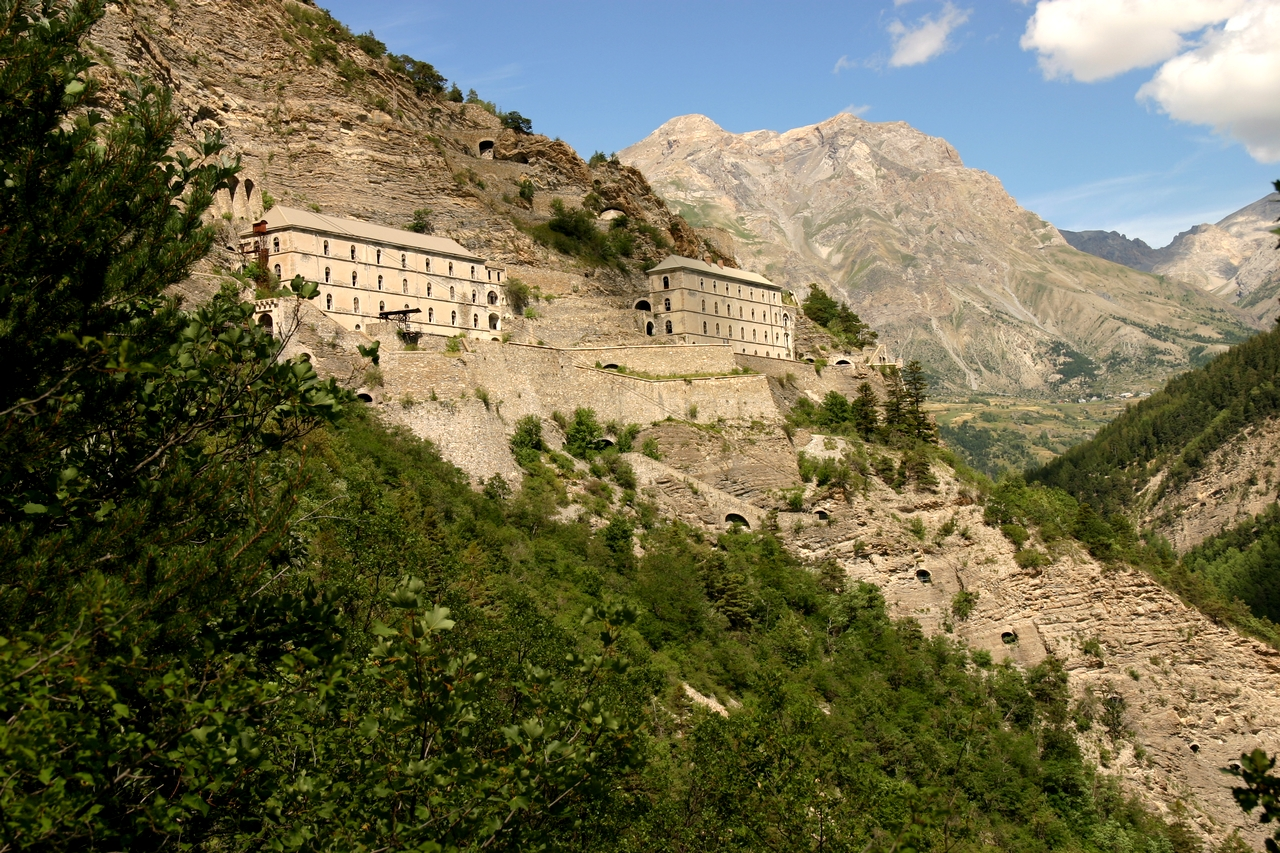
Parte visibile del Forte di Tournoux

Dalla preistoria e fino al XXI secolo la vallata dell'Ubaye ha avuto molto sovente una vocazione militare, più o meno pronumciata secondo le epoche. Infatti essa ha una posizione geografica importante: contrafforte tra l'Italia ad est, la Provenza ad ovest, la regione di Embrun ed il Queyras a nord, il Verdon e la Tinée a sud. È dunque una via di passaggio che è dal punto di vista militare importante possedere. I combattimenti tra gli Esubieni ed i Romani sotto la repubblica sono la più antica traccia della posizione strategica della valle. La relativa altezza del colle della Maddalena (1 991 metri) ne hanno fatto un punto di passaggio privilegiato per le armate che volevano attraversare il confine italo-francese.
Nel 1713 ebbe luogo un avvenimento importante per la vallata: il suo collegamento ufficiale al regno di Francia, sempre in ragione di questa posizione strategica. Qualche anno prima Vauban aveva fatto costruire nell'alta-valle la famosa Ridotta detta di Berwick, una piccola fortezza, che è stata riutilizzata nel XIX e XX secolo come deposito di munizioni.
Durante la Rivoluzione francese fino a 10 000 uomini dell'armata delle Alpi stazionarono nella valle per controllare il colle della Maddalena e le armate austro-piemontesi. Durante gli anni 1830, sotto l'impulso del generale Haxo, la fortificazione massiccia della vallata fu intrapresa con la costruzione del forte di Tournoux, la "Versaille militare del XIX secolo". Dopo la morte di Haxo, Séré de Rivières fu il suo continuatore. Negli anni 1930, un secolo dopo Haxo, un altro ingegnere segnerà la valle: André Maginot. Oggi alcuni forti, come quello di Tournoux, sono visitabili. Altri, come quello di Cuguret, appartengono a privati.

## Società

### Demografia
Dall'annessione alla Francia nel 1713 gli abitanti sono stimati così:
- 1783: 16 425 abitanti
- 1878: 13 603 abitanti
- 1896: 13 200 abitanti
- 1926: 9 521 abitanti
- 1931: 9 271 abitanti
- 2006: 7 569 abitanti

### Amministrazione
La valle fa parte dell'arrondissement di Barcelonnette e conta due cantoni: quello di Barcelonnette e quello di Le Lauzet-Ubaye.

## Economia
Prima del XX secolo la principale risorsa della vallata era il settore tessile, in particolare la lana e la seta. Dei mercanti andavano a vendere i prodotti locali in tutta la Provenza, e talvolta perfino in tutta l'Europa occidentale. L'agricoltura era essenzialmente di sussistenza. Oggi la valle vive essenzialmente sul turismo, sia invernale che estivo. La vendita dei prodotti locali è altrettanto importante.

## Monumenti e luoghi di interesse

### Siti naturali
I laghi (elencati all'inizio della voce)
I massicci: 

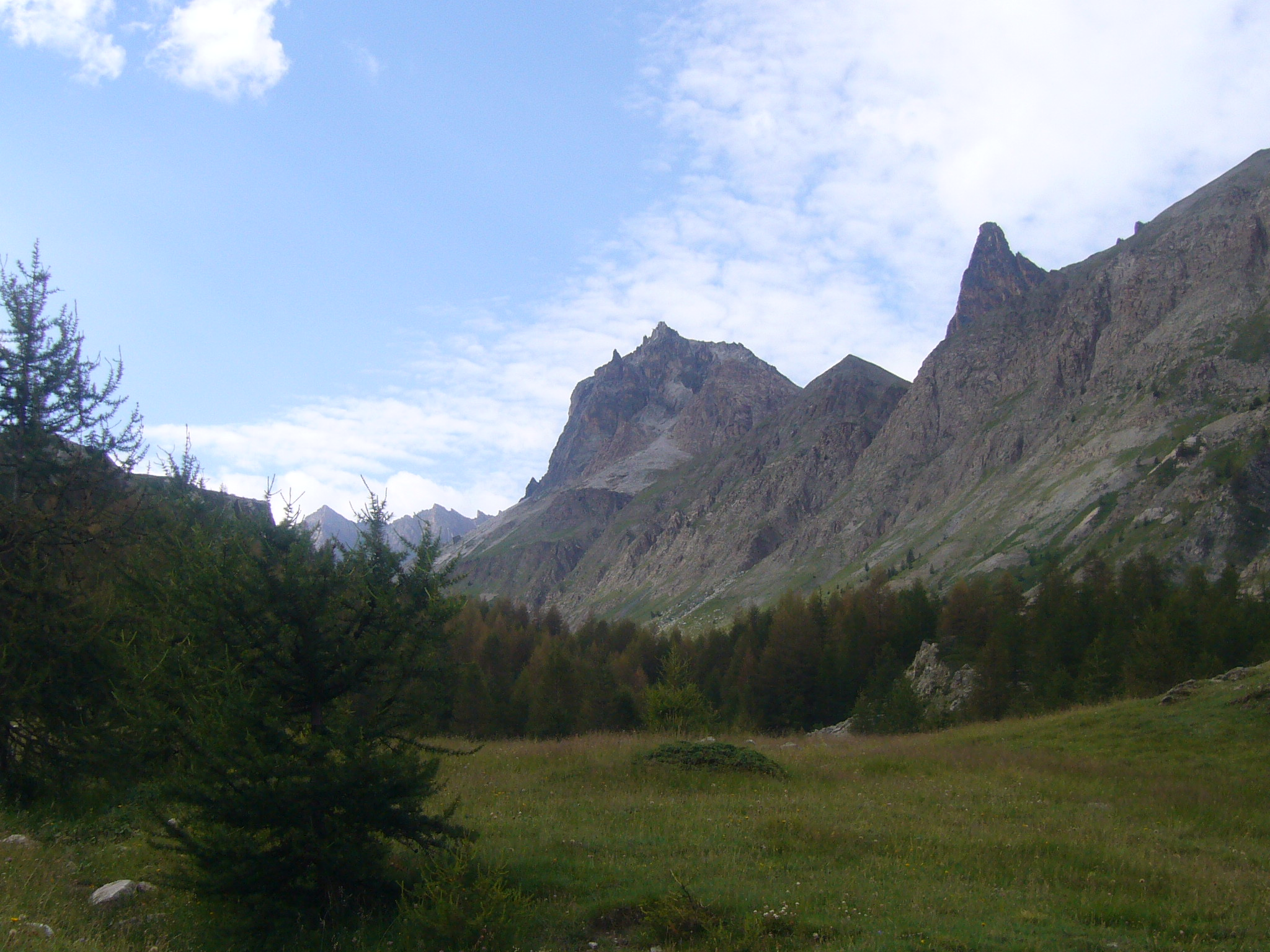
Una piccola parte del massiccio dello Chambeyron

- il massiccio dello Chambeyron: Aiguille de Chambeyron (3412 m), il Brec de Chambeyron (3389 m).
- il massiccio del Parpaillon
- il massiccio dei Séolanes

Altri monti: I Séolanes, Siguret (3032 m), la Tête de Louis XVI, il Grand Bérard, il Pain de Sucre, ecc.
Il Mercantour

### Monumenti

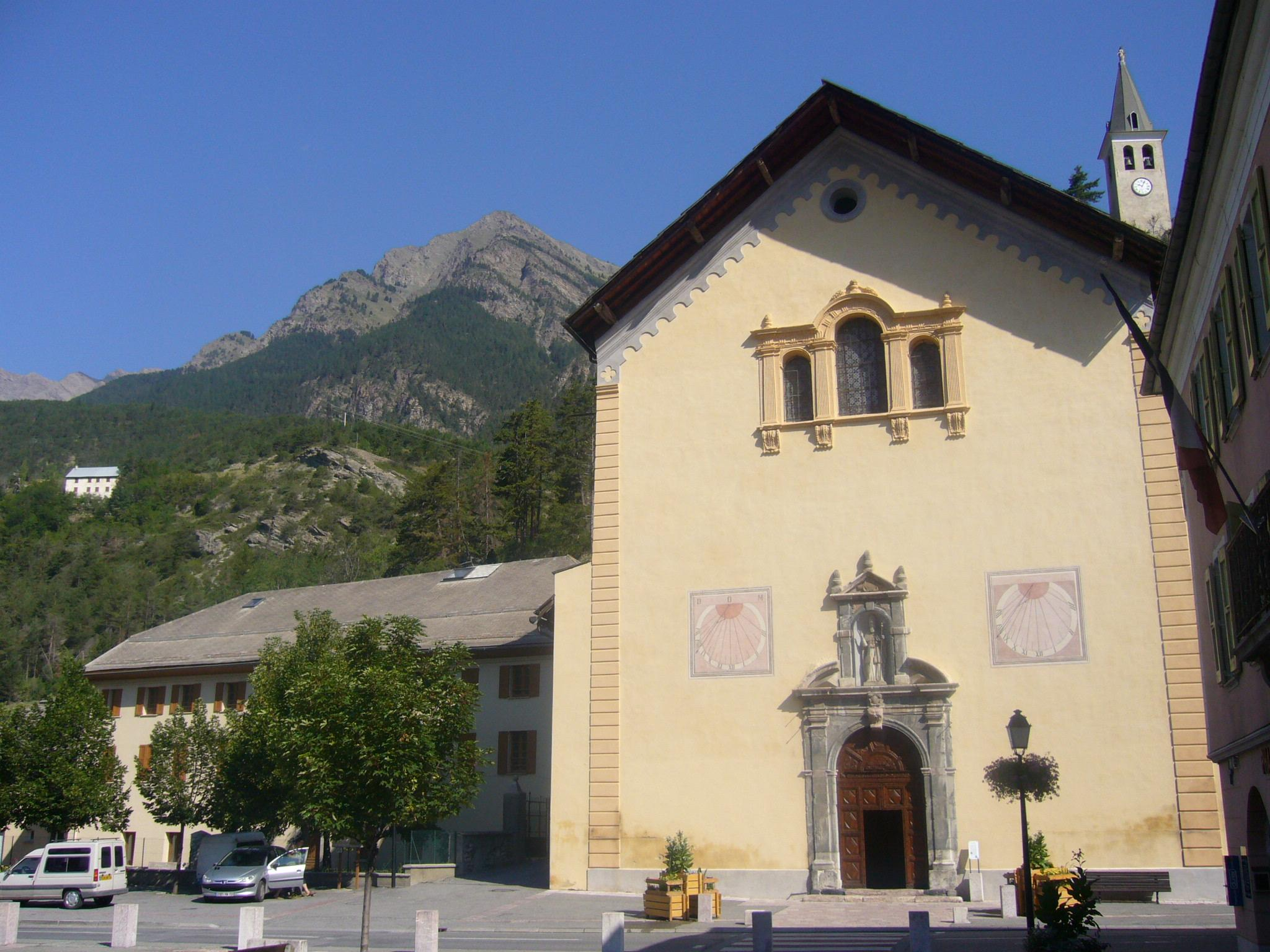
Chiesa di Jausiers

La vallata dell'Ubaye ha molti monumenti, di cui i principali sono:
- La Torre Cardinalis (Barcelonnette)
- Il Museo della valle (Barcelonnette)
- Le Città Messicane (Barcelonnette e Jausiers)
- La Chiesa di Faucon-de-Barcelonnette.
- La Chiesa di Saint Nicolas de Myre (Jausiers)
- Il Castello dei Magnans (Jausiers.
- Il Mulino d'Abriès (Jausiers)
- Il Forte di Cuguret (Jausiers)
- Il Forte di Tournoux (La Condamine-Châtelard)
- Il Forte di Roche la Croix (Meyronnes)
- Il ponte di Chatelet (Saint-Paul-sur-Ubaye)

## Gastronomia
Essendo la vallata alla confluenza della Provenza, del Delfinato e dell'Italia, la cucina locale risente delle influenze alpine, mediterranee ed italiane. Alcune specialità locali sono: il liquore di genepì, la jausiereine e la toma dell'Ubaye.